# Jasper Garnett
Jasper Adrian Garnett, né vers 1889 et mort à Suva le 23 octobre 1951, est un homme politique fidjien.

## Biographie
Né aux Fidji, il est un important fermier de la région de Tailevu, et franc-maçon. De 1944 à 1947 il siège au Conseil législatif de la colonie comme représentant euro-fidjien nommé par le gouverneur Sir Philip Mitchell. Il meurt en 1951 à l'âge de 62 ans.